# Eurygastropsis tasmaniae
Eurygastropsis tasmaniae är en tvåvingeart som först beskrevs av Walker 1858.  Eurygastropsis tasmaniae ingår i släktet Eurygastropsis och familjen parasitflugor. Inga underarter finns listade i Catalogue of Life.